# ساعت (زمان)

تغییر ساعت ۱۲ به ۱ که گذشت زمان را نشان می‌دهد.

ساعت یکای زمان است. ساعت از یکاهای سیستم SI نیست ولی کاربرد آن همراه با سیستم SI مجاز است.

## تعریف ساعت
در کاربردهای مدرن یک ساعت ۶۰ دقیقه یا ۳۶۰۰ ثانیه است که حدود ۱/۲۴ (یک بیست و چهارم) از یک روزِ معمولی زمینی است.

## تاریخ
ساعت در ابتدا در تمدن‌های باستانی (از جمله مصر،ایران، سومر، هند، و چین) به عنوان (هر دو، دوازدهم) زمان بین طلوع و غروب خورشید یا یک بیست و چهارم یک روز کامل تعریف شده‌است. در هر صورت استفاده گسترده از یک سیستم شماره دوازده تایی، اهمیت عدد دوازده به تعداد چرخه قمری در یک سال نسبت داده، و نیز به این واقعیت است که انسان دارای ۱۲ بند انگشت در یک دست (به غیر از انگشت شست) است.
(این امکان وجود دارد برای شمارش تا ۱۲، با انگشت شست هر بند انگشت‌های دیکر را لمس می‌کردند) و شاید گرایش گسترده به شباهت‌ها در میان مجموعه‌ای از داده (۱۲ ماه، ۱۲ نشانه زودیاک، ۱۲ ساعت ، ...) باشد. ساعت امروزی را ادیسون اختراع کرده‌است.